# Pável Isa Contreras
Pável Ernesto Isa Contreras es un economista, académico e investigador dominicano que desempeñó el cargo de ministro en el Ministerio de Economía, Planificación y Desarrollo, antes de presentar su renuncia a dicho cargo durante el inicio de la eliminación y fusión de ese ministerio con el ministerio de hacienda de República Dominicana.

## Formación
Es licenciado en Economía en el Instituto Tecnológico de Santo Domingo donde se graduó en el año 1988.  También, posee una maestría en Política Económica de la Universidad Nacional de Costa Rica, en 1994. Es doctor en Economía por la Universidad de Massachusetts Amherst en 2003. Ha sido investigador para diversos organismos internacionales y docente en diversas universidades de la República Dominicana. 